# مهابة (الرياشية)

تعديل مصدري - تعديل

مهابة هي إحدى قرى عزلة وادي الرياشية بمديرية الرياشية التابعة لمحافظة البيضاء، بلغ تعداد سكانها 410 نسمة حسب تعداد اليمن لعام 2004.